# Marta Kostjuk
Marta Olehivna Kostjuk (ukrainsk: Марта Олегівна Костюк, født 28. juni 2002 i Kyiv, Ukraine) er en professionel kvindelig tennisspiller fra Ukraine.